# KZ Okpala
Chikezie Okpala, detto KZ (Anaheim, 28 aprile 1999), è un cestista statunitense naturalizzato nigeriano, professionista nella NBA.

## Biografia
È nato ad Anaheim da genitori di origine nigeriana.

## Carriera
Dopo essersi dichiarato eleggibile per il Draft NBA 2019, viene selezionato come 32ª scelta assoluta dai Phoenix Suns ma è girato subito dopo ai Miami Heat.

## Statistiche

### NCAA
| Anno      | Squadra           | PG | PT | MP   | TC%  | 3P%  | TL%  | RP  | AP  | PRP | SP  | PP   |
| --------- | ----------------- | -- | -- | ---- | ---- | ---- | ---- | --- | --- | --- | --- | ---- |
| 2017-2018 | Stanford Cardinal | 23 | 21 | 28,5 | 39,3 | 22,6 | 67,9 | 3,7 | 1,8 | 1,0 | 0,6 | 10,0 |
| 2018-2019 | Stanford Cardinal | 29 | 29 | 32,7 | 46,3 | 36,8 | 67,1 | 5,7 | 2,0 | 1,0 | 0,5 | 16,8 |
| Carriera  | Carriera          | 52 | 50 | 30,8 | 43,9 | 33,1 | 67,4 | 4,8 | 1,9 | 1,0 | 0,5 | 13,8 |

#### Massimi in carriera
- Massimo di punti: 30 vs California-Berkeley (3 febbraio 2019)[1]
- Massimo di rimbalzi: 10 (3 volte)
- Massimo di assist: 5 (3 volte)
- Massimo di palle rubate: 4 (3 volte)
- Massimo di stoppate: 4 vs Washington (22 febbraio 2018)
- Massimo di minuti giocati: 43 vs Kansas (1º dicembre 2018)

### NBA

#### Regular season
| Anno      | Squadra          | PG | PT | MP   | TC%  | 3P%  | TL%  | RP  | AP  | PRP | SP  | PP  |
| --------- | ---------------- | -- | -- | ---- | ---- | ---- | ---- | --- | --- | --- | --- | --- |
| 2019-2020 | Miami Heat       | 5  | 0  | 5,2  | 60,0 | 0,0  | 50,0 | 1,0 | 0,2 | 0,4 | 0,2 | 1,4 |
| 2020-2021 | Miami Heat       | 37 | 9  | 12,1 | 37,5 | 24,0 | 53,3 | 1,8 | 0,5 | 0,3 | 0,3 | 2,5 |
| 2021-2022 | Miami Heat       | 21 | 0  | 11,6 | 43,5 | 34,6 | 72,7 | 2,0 | 0,7 | 0,2 | 0,3 | 3,7 |
| 2022-2023 | Sacramento Kings | 35 | 3  | 7,1  | 42,1 | 33,3 | 87,5 | 1,0 | 0,4 | 0,2 | 0,2 | 1,3 |
| Carriera  | Carriera         | 98 | 12 | 9,8  | 40,9 | 28,6 | 66,7 | 1,5 | 0,5 | 0,2 | 0,3 | 2,3 |

#### Play-off
| Anno | Squadra    | PG | PT | MP  | TC% | 3P% | TL% | RP  | AP  | PRP | SP  | PP  |
| ---- | ---------- | -- | -- | --- | --- | --- | --- | --- | --- | --- | --- | --- |
| 2021 | Miami Heat | 2  | 0  | 3,0 | 0,0 | 0,0 | -   | 0,0 | 0,0 | 0,0 | 0,0 | 0,0 |

#### Massimi in carriera
- Massimo di punti: 17 vs Detroit Pistons (16 maggio 2021)[2]
- Massimo di rimbalzi: 9 vs Milwaukee Bucks (8 dicembre 2021)
- Massimo di assist: 2 (9 volte)
- Massimo di palle rubate: 2 (4 volte)
- Massimo di stoppate: 3 vs Denver Nuggets (28 dicembre 2022)
- Massimo di minuti giocati: 34 vs Detroit Pistons (16 maggio 2021)